# Tarifpolitik
Unter Tarifpolitik versteht man alle Fragen, die im Zusammenhang mit der Verhandlung oder dem Abschluss von Tarifverträgen relevant sind oder werden können. Im Tarifvertragsgesetz sind hierzu die wesentlichen Rahmenbedingungen festgelegt. 
Die Tarifpolitik beschäftigt sich mit Fragen der Entgeltfindung (Eingruppierung, Zulagen, Zuschläge, Höhe des Entgelts ...) und der arbeitsrechtlichen Rahmenbedingungen (Urlaub, Altersversorgung, freie Tage bei besonderen Anlässen ...). 
Die Tarifpolitik einer Organisation (Gewerkschaft, Arbeitgeberverband) manifestiert sich letztlich in den Tarifverhandlungen und dem Tarifabschluss.